# Rodillazo
Rodillazo es una localidad española perteneciente al municipio de Cármenes, en la provincia de León, comunidad autónoma de Castilla y León. Este pueblo se encontraba ya sin gente en 1990 por lo que puede ser considerado como uno más de los despoblados de la provincia.

## Geografía

### Ubicación
| Noroeste: Lavandera  | Norte: Genicera  | Noreste: Valverde de Curueño |
| Oeste: Tabanedo      |                  | Este: Valdeteja              |
| Suroeste Vegacervera | Sur: Villalfeide | Sureste: Correcillas         |

### Hidrografía
Rodillazo está situado cerca del río Torío, en la margen izquierda. Por el interior del conjunto urbano pasa el arroyo de Rodillazo que cambia después de nombre y se llama Tabanedo y acaba desembocando en el río Torío. 

## Demografía
| Gráfica de evolución demográfica de Rodillazo entre 1900 y 2022                                                                                   |
| |
| Población de derecho (1900-1991) o población residente (2001) según los censos de población del INE. Población según el padrón municipal del INE. |

## Historia

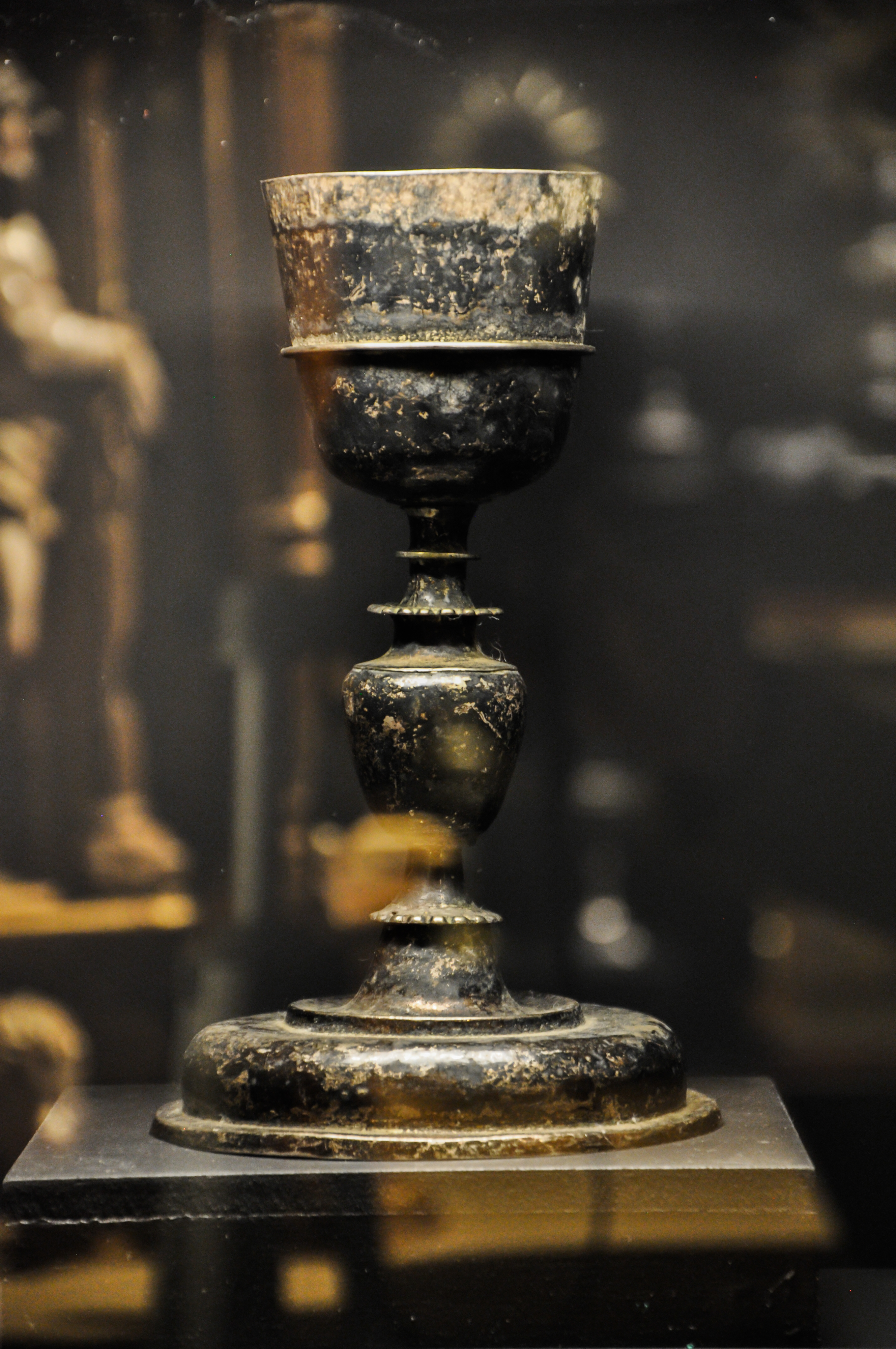
Cáliz de la iglesia parroquial de San Justo de Rodillazo. Realizado en plata fundida en el.

En el siglo XIX Pascual Madoz en su Diccionario Geográfico lo describió como lugar del Ayuntamiento de Cármenes, partido judicial de La Vecilla, audiencia territorial y capitanía general de Valladolid y diócesis de León. Situado en la margen izquierda del río Torío. En estos años tenía veinticuatro casas y una iglesia parroquial dedicada a San Justo Mártir. Los caminos eran locales. Se producía grano, legumbres, lino y pastos para la cría del ganado. Había buena caza y pesca. Contaban además con la industria de telares de lienzos del país.
Anteriormente en el Catastro del Marqués de la Ensenada el siglo XVIII se dice que «hay en el término de dicho lugar seis molinos harineros que muelen con agua de arroyo en tiempo de avenidas» y se da mucha información sobre sus propietarios y sobre la clase de molinos que son.

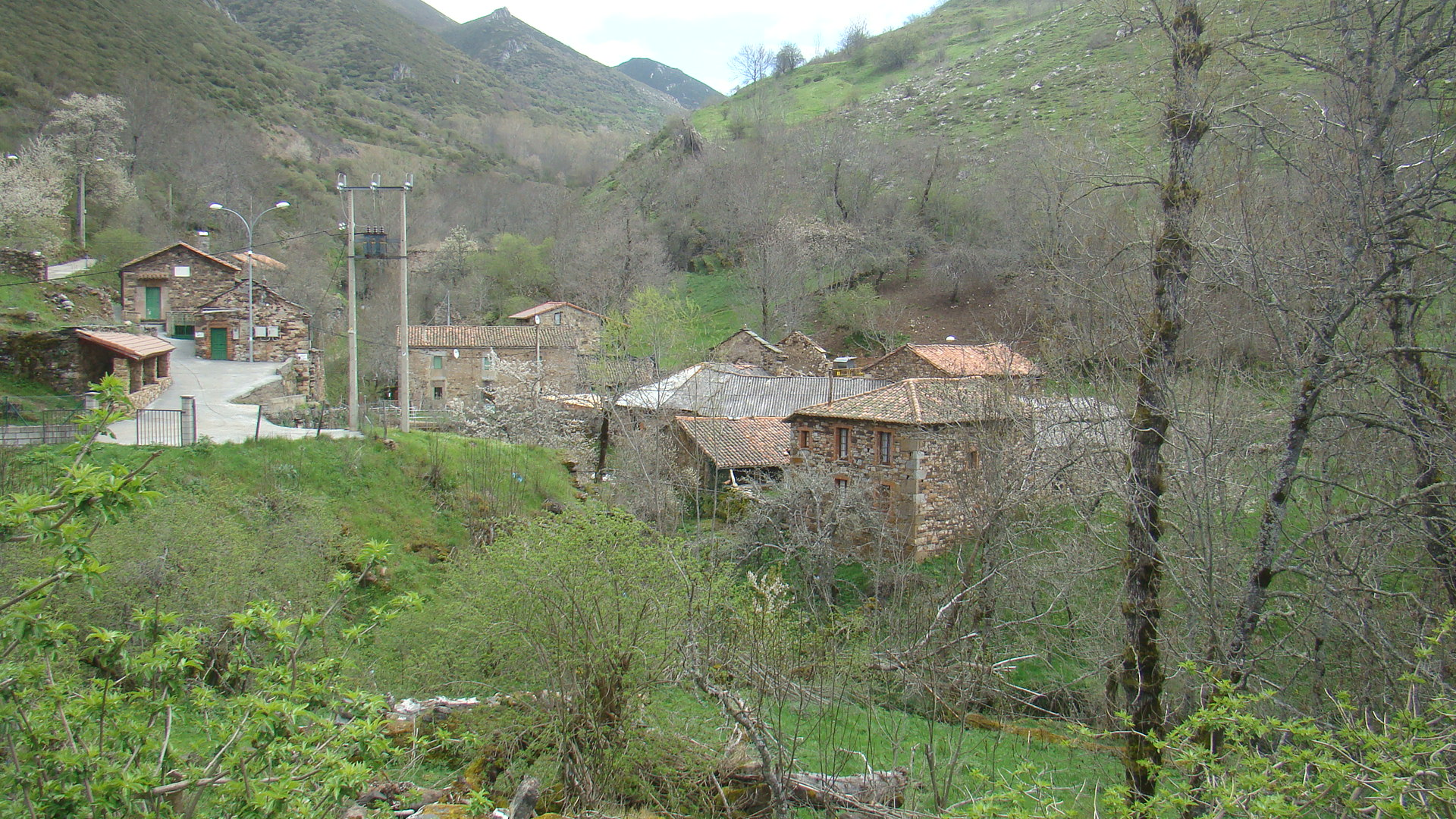
Vista parcial del pueblo.
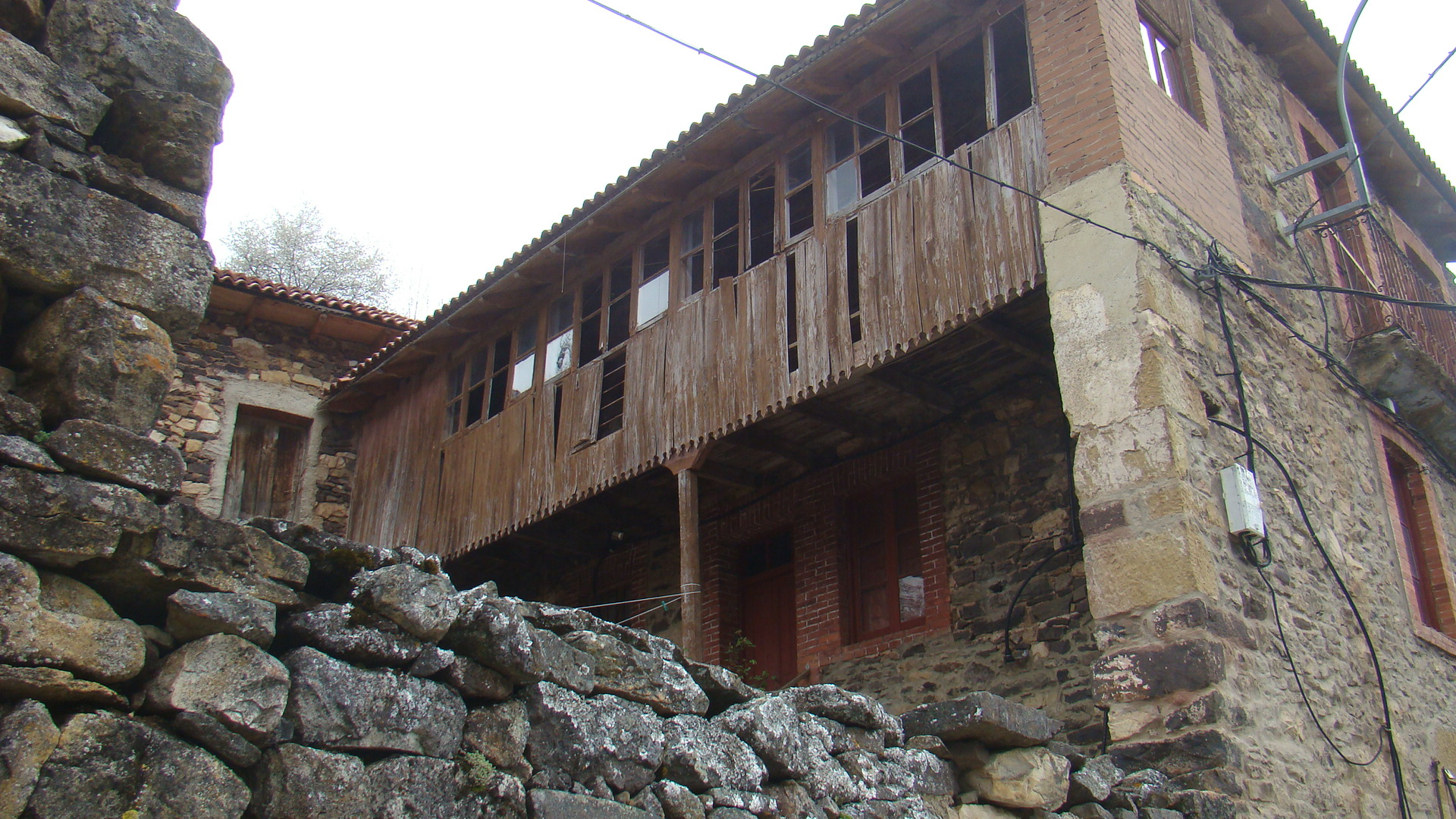
Arquitectura tradicional.
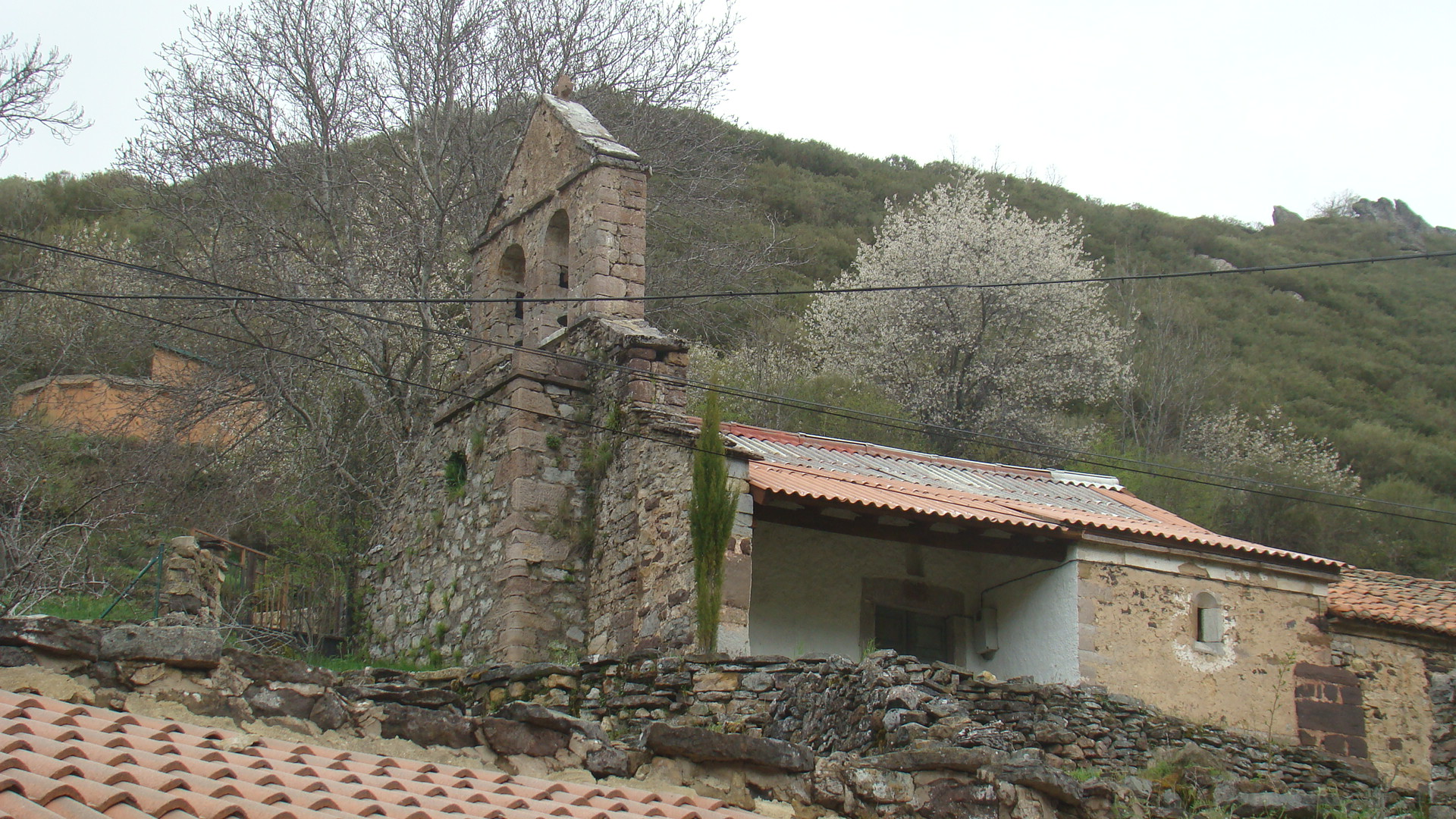
Espadaña de la iglesia.
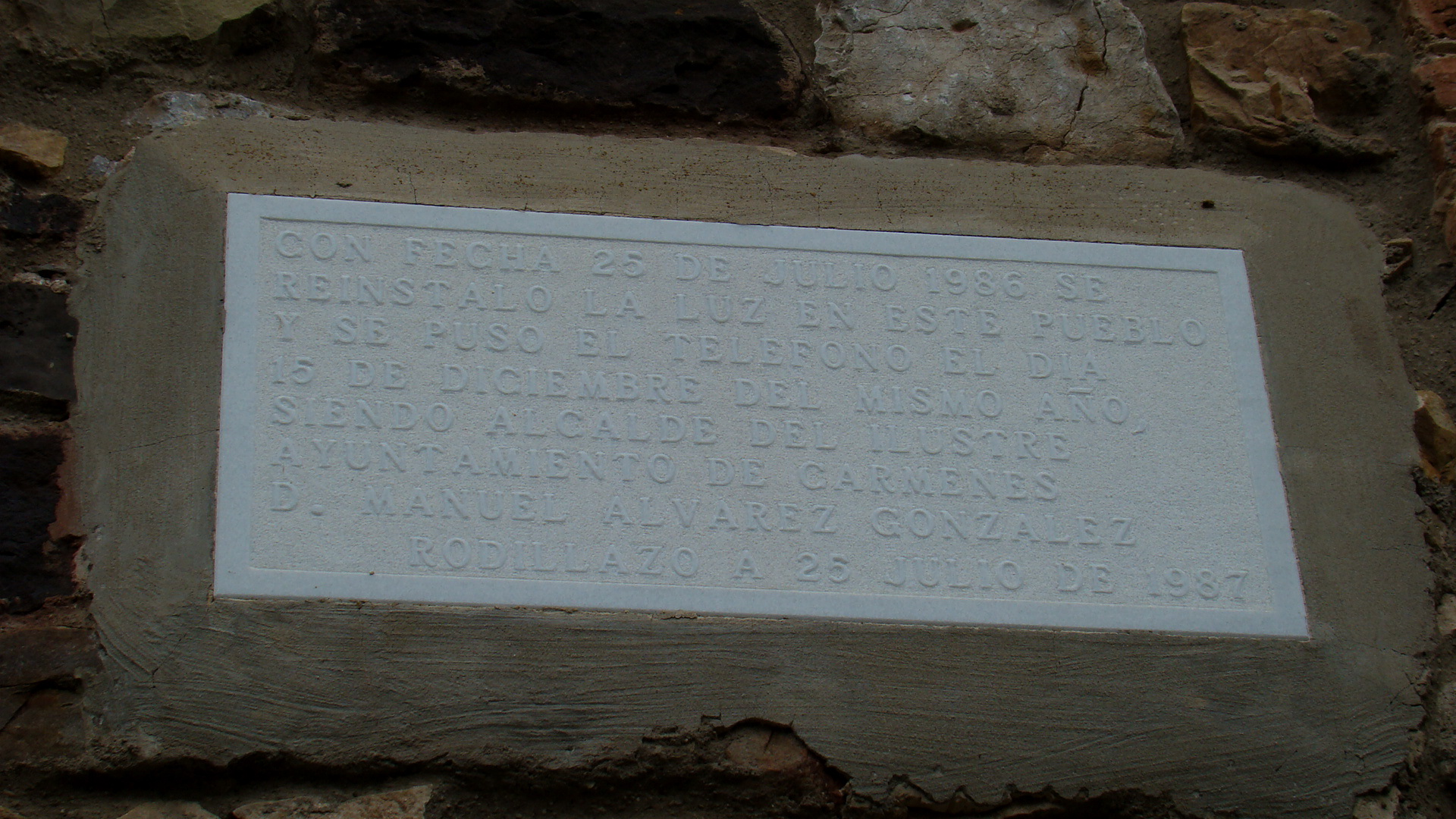
Placa informativa. El 25 de julio de 1986 se instaló la luz en el pueblo; el 15 de diciembre se instaló el teléfono.